# Helmut Lenders
Helmut Lenders (* 13. August 1922 in Wuppertal; † 20. Januar 2002 in Düsseldorf) war ein deutscher Gewerkschaftssekretär und Politiker (GVP, SPD).

## Leben und Beruf
Nach dem Besuch der Volksschule absolvierte Lenders eine kaufmännische Lehre und nahm von 1941 bis 1945 als Soldat am Zweiten Weltkrieg teil. 1947 schloss er sich der Gewerkschaft an. Er besuchte 1950/51 die Sozialakademie Dortmund, war von 1951 bis 1959  Bildungssekretär beim DGB in Nordrhein-Westfalen und anschließend bis 1969 geschäftsführender Vorsitzender im DGB-Kreis Düsseldorf. Von 1984 bis 1994 war er Präsident der Arbeitsgemeinschaft der Verbraucher e.V.

## Partei
Lenders trat 1952 der GVP bei, verließ die Partei aber zwei Jahre später und schloss sich 1956 der SPD an. Von 1963 bis 1971 war er stellvertretender Vorsitzender und von 1971 bis 1983 Vorsitzender des SPD-Unterbezirks Düsseldorf.

## Abgeordneter
Lenders gehörte dem Deutschen Bundestag von 1965 bis 1980 an. Im Parlament vertrat er den Wahlkreis Düsseldorf II. Er war von 1969 bis 1976 Vorstandsmitglied und von 1973 bis 1976 Parlamentarischer Geschäftsführer der SPD-Bundestagsfraktion.